# Ilha Redonda (Maurícia)

Localização da ilha Redonda a norte da ilha Maurícia.

A ilha Redonda (em francês:  Île Ronde, em inglês:  Round Island) é um ilhéu desabitado situado a 22,5 km a norte da ilha Maurícia, e integrado na República da Maurícia.
Encontra-se classificada como reserva natural.

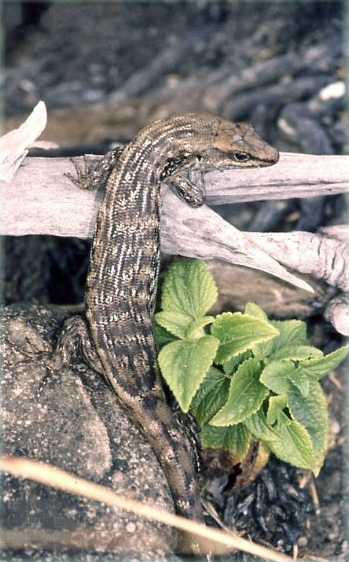
Leiolopisma telfairi endémico do ilhéu.

Tem uma área de 1,69 km² e máxima altitude de 280 m.
O endemismo é aí muito forte, e, incluindo as espécies de lagartos Leiolopisma telfairii, Phelsuma guentheri, e Casarea dussumieri.
A ilha é rochosa e pedregosa, e as rochas são de basalto. Tem origem vulcânica e supõe-se que se formou há 25 000-100 000 anos. O clima é quente e a ilha é muito ventosa. O período mais seco vai de setembro a novembro e o mais húmido de dezembro a março.
No período húmido, os ciclones tropicais atingem a ilha. Durante o verão, a temperatura nos espaços abertos chega a quase 50 graus. A temperatura durante o outono e inverno é de 22 a 30 graus Celsius.
A ilha tem também uma notável vida de espécies de aves e conta com um número de espécies endémicas da Maurícia e plantas em perigo de extinção.